# FTL: Faster Than Light

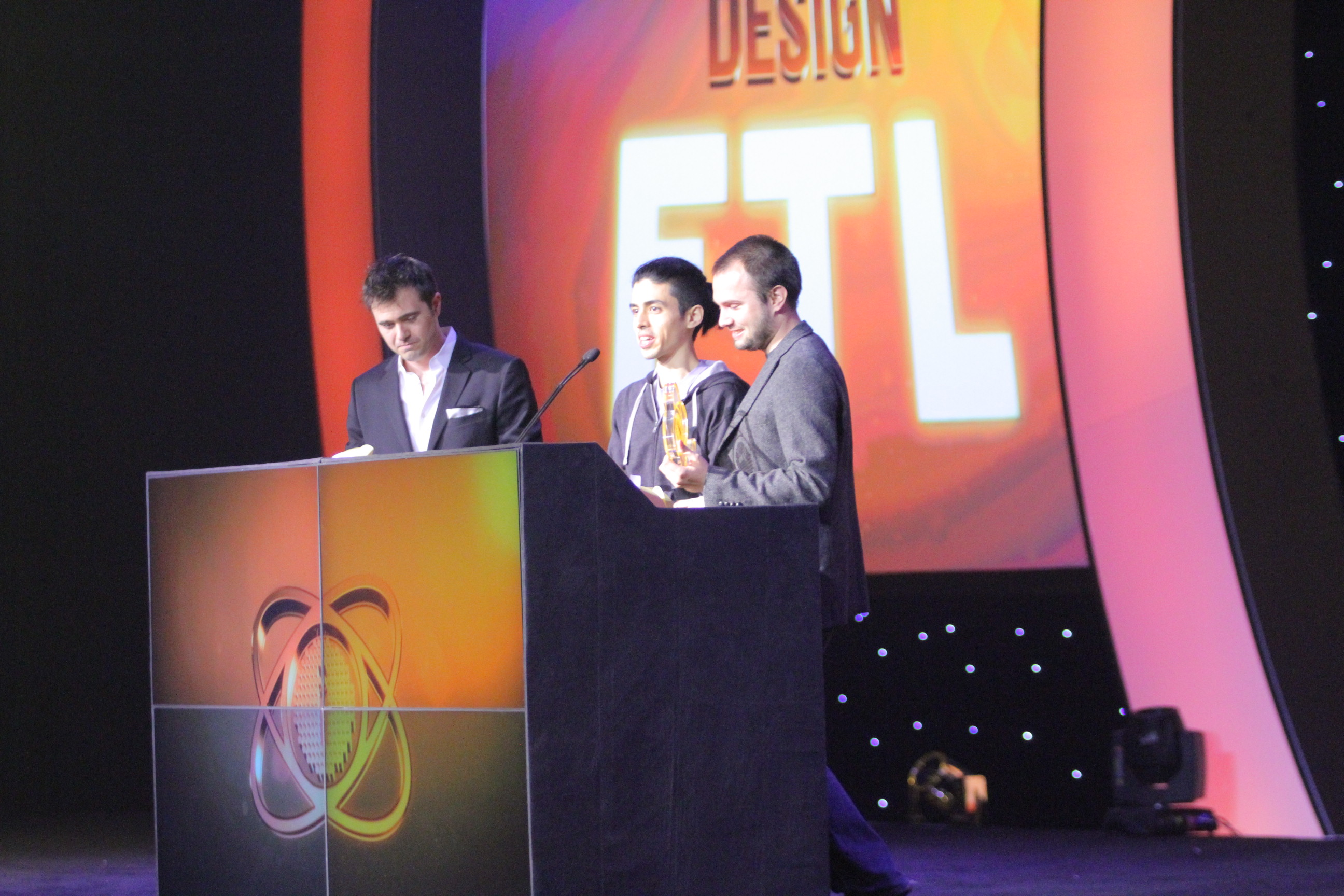
FTL:-Faster-than-light-Entwickler Subset Games bei den IGF 2013

FTL: Faster Than Light ist ein 2012 veröffentlichtes Strategiespiel mit Rollenspiel- und Rogue-like-Elementen. Schöpfer war das Softwarestudio Subset Games. Entwickelt wurde das Spiel plattformübergreifend für Windows, Mac OS X und Linux. Das Spiel wurde, nachdem es nahezu fertiggestellt war, auf Kickstarter vorgestellt. Ziel war es, mithilfe von Crowdfunding die restlichen Gelder zu sammeln, die nötig waren, um das Spiel veröffentlichen zu können.

## Spielprinzip
In FTL steuert der Spieler ein Raumschiff, dessen Besatzung ein Datenpaket vor den Rebellen in Sicherheit bringen muss. Ziel des Spiels ist es, die Basis der Föderation vor den Rebellen zu erreichen und das Mutterschiff der Rebellen zu eliminieren, bevor es diese Basis erreichen kann.
Am Anfang des Spiels wählt der Spieler ein Raumschiff. Dieses beherbergt eine Mannschaft und besteht aus mehreren Räumen, die je nach Schiff unterschiedlich ausgestattet und angeordnet sind. Die Ausstattung der Räume sind verschiedene Systemfunktionen, wie Waffensysteme, Schilde, Antrieb etc. Durch das Besetzen der Räume mit einem Mannschaftsmitglied können die Funktionen des Systems verbessert werden (schnelleres Nachladen, bessere Ausweichchance etc.). Systeme, die in manchen Raumschiffen nicht vorinstalliert sind, können später im Spiel von einem Händler erworben werden.
Nach dem Start des Spiels werden zufallsbasiert acht Sektoren generiert, die je ca. 20 Wegpunkte enthalten. Diese sind miteinander verbunden; der Weg durch den Sektor ist frei wählbar. Mithilfe des FTL-Antriebs kann das vom Spieler gesteuerte Raumschiff von einem Wegpunkt zum nächsten springen. Da die Rebellenflotte aber immer näher rückt, ist es dem Spieler unmöglich, alle Wegpunkte eines Sektors zu erkunden.
An jedem Wegpunkt findet ein textbasiertes Ereignis statt. Hierbei ist es möglich, Ressourcen und/oder Mannschaftsmitglieder zu erhalten oder bei einem Händler mithilfe der gesammelten Ressourcen einzukaufen. Diese Ereignisse führen meist zu einem Kampf mit einem gegnerischen Raumschiff.
Die Weltraumkämpfe finden in Echtzeit statt, können aber vom Spieler pausiert werden, um taktische Entscheidungen zu treffen. Während eines Kampfes muss sich der Spieler unter Berücksichtigung der vorhandenen Energie entscheiden, welche Systeme er aktiviert. Des Weiteren muss sich der Spieler entscheiden, welche gegnerischen Systeme er angreifen will und mit welchen Waffen. Ein Kampf gilt als gewonnen, wenn entweder das gegnerische Raumschiff zerstört wurde oder das letzte Mannschaftsmitglied gestorben ist. Als Belohnung für einen gewonnenen Kampf erhält der Spieler eine zufällige Anzahl an Ressourcen. Je weiter das Spiel voranschreitet, desto besser ausgestattet sind die feindlichen Schiffe. Aber auch die Belohnungen nehmen mit der weiteren Erkundung der Sektoren zu.
FTL basiert auf dem Prinzip des permadeath, das genretypisch ist für Rogue-like-Spiele. Stirbt der Spieler, so kann er keinen alten Spielstand laden, sondern muss komplett von vorne beginnen. Speichern ist nur beim Beenden des Spieles möglich, Zwischenspeichern ist nicht vorgesehen. Es ist jedoch möglich, bei speziellen Ereignissen neue Raumschiffe freizuspielen, die dann beim nächsten Spieldurchgang ausgewählt werden können.

## Entwicklung
FTL wurde von Subset Games, bestehend aus Justin Ma und Matthew Davis, entwickelt. Beide sind ehemalige Mitarbeiter des Entwicklungsbüros von 2K Games in Shanghai. Um an der Entwicklung von FTL zu arbeiten, verließen sie 2K Games Anfang 2011.
Die Spielidee wurde inspiriert von Brettspielen wie Battlestar Galactica und Weltraum-Flugsimulationen wie Star Wars: X-Wing. Das Ziel der Entwickler war, das Spiel wie eine Selbstmordmission wirken zu lassen. Dies sollte erreicht werden mit einer Erfolgswahrscheinlichkeit von nur 10 %. Super Meat Boy ist für die Entwickler ein positives Beispiel für ein Spiel, das schwer, aber nicht frustrierend ist. So sollte das Spiel Anreize bieten, sofort eine neue Partie zu beginnen, wenn die vorherige gescheitert ist. Zudem bringt das Versagen den Spieler weiter, da er beim nächsten Durchgang die Ereignisse besser einzuschätzen lernt.
Zu Beginn der Entwicklung besaß das Spiel nur rudimentäre Grafiken, da sich die Konzentration zunächst auf die Spielbalance und -mechanismen richtete. Erst als sich das Independent Games Festival zeitlich näherte, fingen sie mit der Gestaltung der Spielgrafik an. Sie planten, das Spiel auf diesem Festival zum ersten Mal einem größeren Publikum vorzustellen. Das Spiel kam bis ins Finale, gewann aber keinen Award.
Auch bei der Game Developers Conference 2012 erreichte FTL das Finale. Dies führte zu einer größeren Medienpräsenz. So war PC Gamer im Februar 2012 eine der ersten englischsprachigen Publikationen, die über das Spiel berichteten, nicht zuletzt da das Spiel in einer frühen Betaversion auf OnLive spielbar war.
Das erhöhte Medienecho durch die Teilnahme an den Wettbewerben führte zu der Entscheidung, den Entwicklungsprozess zu verlängern, da man annahm, dass jetzt ein qualitativ hochwertigeres Spiel vom Publikum erwartet würde. Hierdurch gingen den Entwicklern die Ersparnisse zur Neige. Daher wandten sie sich an Kickstarter, um die restlichen Gelder zu sammeln, die für eine Veröffentlichung und eine bessere Audioausgabe nötig waren. Das Ziel der angestrebten 10.000 USD wurde mit Einnahmen von mehr als 200.000 USD weit übertroffen. Getrieben wurde dieser Erfolg unter anderem durch den günstigen Zeitpunkt des Starts der Kickstarter-Kampagne. So wurde Double Fine Adventure kurz zuvor erfolgreich finanziert und ein allgemeines Interesse für Spiele mit Retro-Charakter war auf dieser Plattform vorhanden. Zudem machte in der ersten Hälfte des Jahres 2012 die Sparte Spiele mit Einnahmen von mehr als 50 Mio. USD bis Ende August die finanziell erfolgreichste Kategorie auf Kickstarter aus.
Bereits vor der Kickstarter-Aktion hatten die Entwickler Ben Prunty als Komponisten für die musikalische Untermalung des Spiels engagiert. Da den Entwicklern nun sehr viel höhere finanzielle Mittel zur Verfügung standen, konnten sie dieses Budget einsetzen, um mehr Lieder für das Spiel produzieren zu lassen. Am 14. September 2012 wurde das Spiel auf Steam, GOG und ihrer eigenen Webseite veröffentlicht. Die Gelder, die zum Veröffentlichungszeitpunkt übrig waren, sollen für andere Projekte eingesetzt werden.

## Rezeption
FTL erhielt hauptsächlich positive Kritiken von Journalisten. Hervorgehoben wurde, dass das Spiel die eigene Vorstellungskraft anrege und durch das einfache Spielprinzip den Spieler trotz des erhöhten Schwierigkeitsgrads schnell in seinen Bann ziehe. Zudem wurde der Retro-Look des Spiels als positiv bewertet, wenngleich er nicht dem aktuellen Stand der Technik entspräche. Allerdings wird der Schwierigkeitsgrad auch kritisch gesehen. So könne das Prinzip des permadeath durchaus frustrieren und sei nichts für jedermann. Von anderen wiederum wird gerade dieses Element als „zur Spannung beitragend“ bewertet.

### Ergebnisse einiger Spieletests
- 4Players: 78 %[14]
- GameStar: 77 % (Erstveröffentlichung)/78 % (Advanced Edition)[12]
- PC Games: 77 %[15]
- Gamers.at: 80 %[11]
- Eurogamer: 8/10[13]
- Metacritic: 84 %[17]
- GameRankings: 85,31 %[18]

### Auszeichnungen
FTL hat international bei diversen Wettbewerben erfolgreich abschneiden können.
Gewonnen
- PC Gamer: Short-form Game of the Year 2012[19]
- Independent Games Festival 2013: Excellence in Design und Publikumspreis[20]
- Game Developers Choice Awards 2013: Best Debut[21]

Nominiert
- IGN: Game of the Year 2012[22]